# Камень (Млавський повіт)
Камень (пол. Kamień) — село в Польщі, у гміні Дзежґово Млавського повіту Мазовецького воєводства.
Населення — 123 особи (2011).
У 1975-1998 роках село належало до Цехановського воєводства.

## Демографія
Демографічна структура станом на 31 березня 2011 року:
|          | Загалом | Допрацездатний вік | Працездатний вік | Постпрацездатний вік |
| -------- | ------- | ------------------ | ---------------- | -------------------- |
| Чоловіки | 67      | 13                 | 49               | 5                    |
| Жінки    | 56      | 14                 | 32               | 10                   |
| Разом    | 123     | 27                 | 81               | 15                   |